# بیل وایت
بیل وایت (انگلیسی: Bill White) بازیکن فوتبال اهل بریتانیا بود.
از باشگاه‌هایی که در آن بازی کرده‌است می‌توان به باشگاه فوتبال آرسنال، باشگاه فوتبال میدلزبرو، باشگاه فوتبال داندی، و باشگاه فوتبال لیورپول اشاره کرد.